# Liste der Monuments historiques in Lamouilly
Die Liste der Monuments historiques in Lamouilly führt die Monuments historiques in der französischen Gemeinde Lamouilly auf.

## Liste der Objekte
| Bezeichnung               | Beschreibung                                          | Standort                                     | Kennzeichnung | Schutzstatus | Datum | Bild |
| ------------------------- | ----------------------------------------------------- | -------------------------------------------- | ------------- | ------------ | ----- | ---- |
| Kruzifix                  | Holz, ehemals farbig gefasst, 17. Jahrhundert         | in der Kirche St-Martin-et-St-Walfroy (Lage) | PM55001960    | Inscrit      | 1987  |      |
| Glocke                    | Bronze, 1784 gegossen                                 | in der Kirche St-Martin-et-St-Walfroy (Lage) | PM55000298    | Classé       | 1936  |      |
| Skulptur Madonna mit Kind | Holz, farbig gefasst, 18. Jahrhundert; 1995 gestohlen | in der Kirche St-Martin-et-St-Walfroy (Lage) | PM55001959    | Inscrit      | 1992  |      |